# Нощем с белите коне (филм)
„Нощем с белите коне“ е български 6-сериен телевизионен игрален филм (драма) от 1984 година на режисьора Зако Хеския. Сценарият е на Павел Вежинов по едноименния му роман. Оператори са Борис Янакиев и Красимир Костов. Музиката във филма е композирана от Кирил Дончев.

## Серии
- 1. серия – 61 минути
- 2. серия – 66 минути
- 3. серия – 63 минути
- 4. серия – 73 минути
- 5. серия – 73 минути
- 6. серия – 73 минути [1].

## Актьорски състав
| Роля                                                                                       | Изпълнител            |
| ------------------------------------------------------------------------------------------ | --------------------- |
| академик Михаил Урумов, директор на Институт по микробиология (в 6 серии: от I до VI вкл.) | Николай Бинев         |
| Наталия Логофетова, жена на академик Урумов (в 3 серии: I, II, V)                          | Пламена Гетова        |
| Сашо, студент по биология, син на Ангелина (в 6 серии: от I до VI вкл.)                    | Иван Иванов           |
| Ангелина, сестра на Урумов (в 6 серии: от I до VI вкл.)                                    | Гинка Станчева        |
| Спасов (в 4 серии: I, IV, V, VI)                                                           | Борис Луканов         |
| доцент Азманов, чичо на Криста (в 4 серии: I, III, IV, VI)                                 | Любомир Младенов      |
| Скорчев, сътрудник на Урумов (в 5 серии: I, II, III, IV, VI)                               | Васил Димитров        |
| Ирена Сюч, преводачката на Урумов (в 2 серии: I, II)                                       | Божидара Торзуновува  |
| Криста (в 5 серии: от II до VI вкл.)                                                       | Петя Миладинова       |
| Мария, майката на Криста (в 5 серии: от II до VI вкл.)                                     | Паша Берова           |
| мъжкараната Донка (в 4 серии: II, III, IV, VI)                                             | Лилия Донева          |
| бохемът Кишо, асистент в СУ (в 3 серии: II, IV, VI)                                        | Пламен Сираков        |
| бащата (в 5 серии: I, II, III, V, VI)                                                      | Георги Василев        |
| майката (в 5 серии: I, II, III, V, VI)                                                     | Таня Кировска         |
| (в 1 серия: I)                                                                             | Теодор Юруков         |
| (в 4 серии: I, III, IV, VI)                                                                | Славчо Митев          |
| (в 1 серия: VI)                                                                            | Ева Мария Радичкова   |
| (в 1 серия: IV)                                                                            | Владимир Братанов     |
| Илия, бащата на Сашо (в 2 серии: I, II)                                                    | Велко Кънев           |
| (в 2 серии: I, VI)                                                                         | Надежда Казасян       |
| (в 2 серии: I, VI)                                                                         | Евгения Баракова      |
| (в 2 серии: I, VI)                                                                         | Мила Печева           |
| (в 1 серия: II)                                                                            | Илия Пенев            |
| (в 2 серии: II, VI)                                                                        | Георги Попов          |
| (в 1 серия: VI)                                                                            | Иван Йорданов         |
| (в 1 серия: VI)                                                                            | Димитър Кехайов       |
| (в 1 серия: VI)                                                                            | Владимир Илиев        |
| (в 1 серия: VI)                                                                            | Димитър Зафиров       |
| (в 1 серия: VI)                                                                            | Георги Бъчваров       |
| (в 2 серии: II, VI)                                                                        | Емануела Шкодрева     |
| (в 2 серии: II, VI)                                                                        | Жоржета Николова      |
| (в 1 серия: II)                                                                            | Йорданка Димитрова    |
| (в 1 серия: VI)                                                                            | Йорданка Николова     |
| (в 2 серии: II, VI)                                                                        | Огнян Купенов         |
| (в 2 серии: II, VI)                                                                        | Румен Иванов          |
| (в 2 серии: II, VI)                                                                        | Николай Станчев       |
| (в 1 серия: II)                                                                            | Стефан Митев          |
| (в 1 серия: II)                                                                            | Ивайло Генчев         |
| (в 5 серии: I, II, III, V, VI)                                                             | Филип Чавдаров        |
| (в 1 серия: V)                                                                             | Вера Делчева          |
| (в 1 серия: II)                                                                            | Кирил Маринов         |
| (в 1 серия: II)                                                                            | Снежана Кацарова      |
| (в 1 серия: II)                                                                            | Румяна Стоянова       |
| (в 2 серии: I, II)                                                                         | Ференц Немети         |
| Кисьов (в 2 серии: I, III)                                                                 | Богдан Глишев         |
| Юлия, лелята на Криста (в 2 серии: V, VI)                                                  | Жана Стоянович        |
| (в 1 серия: VI)                                                                            | Татяна Лолова         |
| (в 1 серия: VI)                                                                            | Георги Калоянчев      |
| (в 1 серия: V)                                                                             | Кирил Господинов      |
| (в 1 серия: I)                                                                             | Янка Влахова          |
| съученичка (в 2 серии: I, VI)                                                              | Минка Сюлеймезова     |
| (в 2 серии: I, VI)                                                                         | Мария Саева           |
| (в 1 серия: VI)                                                                            | Христо Янакиев-Фери   |
| (в 1 серия: VI)                                                                            | Даниела Витанова      |
| (в 1 серия: VI)                                                                            | Лариса Добрева        |
| (в 1 серия: VI)                                                                            | Димитричка Божиновска |
| (в 1 серия: VI)                                                                            | Маргарита Николова    |
| (в 1 серия: VI)                                                                            | Галина Димитрова      |
| (в 1 серия: I)                                                                             | Андрей Аврамов        |
| (в 1 серия: I)                                                                             | Юлия Стоянова         |
| (в 3 серии: I, III, IV)                                                                    | Феодор Дяконов        |
| (в 1 серия: IV)                                                                            | Георги Ардашев        |
| (в 1 серия: IV)                                                                            | Пенко Русев           |
| (в 2 серии: III, VI)                                                                       | Камелия Недкова       |
| (в 1 серия: III)                                                                           | Антон Тонев           |
| (в 1 серия: III)                                                                           | Христо Петров         |
| (в 3 серии: III, IV, VI)                                                                   | Рубина Ованесова      |
| (в 3 серии: III, IV, V)                                                                    | Алексей Чернов        |
| (в 1 серия: V)                                                                             | Радина Червенова      |
| (в 1 серия: V)                                                                             | Румен Златинов        |
| (в 1 серия: V)                                                                             | Валери Петров         |
| (в 1 серия: V)                                                                             | Людмил Гайдарски      |
| (в 1 серия: V)                                                                             | Макрина Стоянова      |
| (в 1 серия: V)                                                                             | Борис Ибрев           |
| (в 1 серия: V)                                                                             | Васил Стоянов         |
| (в 1 серия: V)                                                                             | Иван Костадинов       |
| (в 2 серии: III, IV)                                                                       | Асен Стоянов          |
| (в 1 серия: IV)                                                                            | Марио Маринов         |
| (в 1 серия: IV)                                                                            | Рихард Езра           |
| (в 1 серия: IV)                                                                            | Лиляна Венчева        |
| (в 1 серия: IV)                                                                            | Тодорка Димова        |
| (в 1 серия: III)                                                                           | Спаска Радославова    |
| (в 2 серии: III, IV)                                                                       | Виолета Георгиева     |
| (в 2 серии: III, IV)                                                                       | Катерина Караниколова |
| (в 2 серии: III, IV)                                                                       | Кана Симеонова        |
| (в 1 серия: IV)                                                                            | Божидар Митрев        |
| (в 1 серия: I)                                                                             | Георги Гондя          |
| (в 1 серия: I)                                                                             | Шувам Гордаш          |
| (в 1 серия: I)                                                                             | Йонка Иванова         |
| (в 1 серия: I)                                                                             | Стоян Кънев           |
| (в 2 серии: I, VI)                                                                         | Станиш Димов          |
| (в 1 серия: VI)                                                                            | Стефка Куюмджиева     |
| (в 1 серия: I)                                                                             | Иван Кондалов         |
| (в 1 серия: I)                                                                             | Васил Йотов           |
| (в 1 серия: I)                                                                             | Иван Иванов           |
| (в 1 серия: I)                                                                             | Васил Тодоров         |
| (в 1 серия: I)                                                                             | Веселин Арнаудов      |
| (в 1 серия: I)                                                                             | Кирил Данаилов        |
| (в 1 серия: I)                                                                             | Жанет Христова        |
| Симеонов                                                                                   | Антон Радичев         |
| (в 1 серия: III)                                                                           | Дора Миланова         |
| (в 1 серия: III)                                                                           | Стойка Миланова       |
|                                                                                            | Красимира Петрова     |

## Резюме
Първа част: 
Академик Урумов – около 65-годишен мъж, директор на Института по микробиология, е с високо обществено положение, но нещастен в личния си живот. Отношенията с жена му са хладни заради нейна минала изневяра, но поради скрупули той не се развежда. 
Втора част: 
Племенникът на Урумов – Сашо, е написал и предал за публикация статия с твърде смели научни идеи, подписана от името на академика. Самият Урумов смята, че в науката трябва да се дава път на младите, възнамерява да подаде оставка и предлага племенника си за назначение в института. Заедно с група младежи Сашо организира купон във вилата на вуйчо си и завързва връзка с нежната Криста, за която е първото ѝ любовно увлечение. 
Трета част: 
Младият Сашо е назначен в института. Излиза и статията с авангардните научни идеи и нови хипотези за развитието на рака. В института следва яростна отрицателна реакция. Доцент Азманов пише злостна критична статия, но на свиканото събрание Урумов отстоява възгледите си. Майката на Криста се безпокои заради промяната в дъщеря си. Оказва се, че Азманов крие нещо от миналото си – той е чичо на Криста, но не иска кариерата му да пострада заради роднинството му с нейния баща невъзвръщенец. 
Четвърта част: 
Бурното събрание продължава на другия ден, с нови разобличения и интриги. Уморен и разочарован и от племенника си, и от колегите си, академик Урумов подава оставка. Междувременно американски професор го поздравява за откритието. Криста е бременна, но не споделя със Сашо. Ангажиран със служебните неприятности, той не желае детето. Придружава Криста до клиниката за аборт, но в последния момент тя се уплашва и избягва. 
Пета част: 
Урумов информира в института за предстоящото посещение на американския учен и за да избегнат скандала, му предлагат да го възстановят на работа. Майката на Криста споделя с академика за състоянието на дъщеря си. Постепенно двамата самотници се сближават. Сестрата на академика се радва, че той най-после е намерил сродна душа и изглежда подмладен и щастлив. 
Шеста част: 
На прибиране от провинцията Криста катастрофира и прави спонтанен аборт. Сашо веднага тръгва да я види в болницата. Мария моли Урумов да не се виждат повече поради морални съображения. Това е поредният удар за него и дори новината, че младите ще се оженят, не го радва. Урумов също така признава публично, че скандалната научна статия всъщност не е негова, а на племенника му. Изморен от самотния си и изпълнен с разочарования живот, академикът се прибира у дома, пада и умира. Чак на погребението му младежите осъзнават какъв човек са изгубили и че са истинската причина за смъртта му.